# Nicolas Bazire
Pour les personnes ayant le même patronyme, voir Bazire.
Nicolas Bazire, né le 13 juillet 1957 à Fort-de-France, est un haut fonctionnaire et homme d'affaires français.
De 1993 à 1995, il est directeur de cabinet du Premier ministre, Édouard Balladur. Il est ensuite son directeur de campagne pour l'élection présidentielle de 1995, ce qui lui vaut d'être condamné puis relaxé en 2025 dans l'affaire Karachi. Il est également conseiller municipal de Bourville (Seine-Maritime).
À partir de 1999, il est directeur général du Groupe Arnault. En 2024, il quitte la holding Financière Agache, tout en restant au comité exécutif de LVMH et administrateur de Christian Dior SE.

## Situation personnelle

### Famille
Nicolas Bazire est le fils de Nicolette Barroux et d’Albert Bazire (homme de radio, directeur de Radio Brazzaville de 1952 à 1963, puis directeur de l'ORTF à Fort-de-France) et le frère de Benoît Bazire (PDG d'Areva TA à partir de 2010) ainsi que d’Arnaud Bazire (directeur général de Suez Eau France et président de la Fédération des entreprises de l’eau, FP2E).

### Formation et débuts professionnels
Nicolas Bazire suit sa scolarité au lycée Corneille à Rouen, puis sort diplômé de l’École navale (1978-1980) et de l’Institut d’études politiques de Paris (1984). Il est élève à l’ENA de 1985 à 1987 (promotion Fernand-Braudel).
À sa sortie de l'ENA en 1987, il devient auditeur à la Cour des comptes. Il est ensuite conseiller référendaire à partir de 1991, et chargé de mission auprès du secrétaire général du groupe Thomson.
Il est Young Leader (1998) de la French-American Foundation.

## En politique

### Engagement auprès d'Édouard Balladur
Entre mars 1993 et janvier 1995, pendant la deuxième cohabitation, il est directeur de cabinet et chargé de mission auprès du Premier ministre, Édouard Balladur, dont il était devenu collaborateur en 1988.
À Matignon, il supervise la privatisation d'entreprises publiques, choisissant les principaux actionnaires qui contrôleraient le capital des sociétés privatisées. En janvier 1995, Nicolas Bazire devient le directeur de campagne d'Édouard Balladur pour l'élection présidentielle. Il prend ensuite la présidence de l’« Association pour la réforme », une association créée par Édouard Balladur après l’élection présidentielle de 1995.
Il est également proche de Nicolas Sarkozy, ministre du Budget et porte-parole du gouvernement Balladur. Témoin lors de son mariage avec Carla Bruni en 2008, il est considéré comme un conseiller influent auprès de celui-ci, devenu président de la République, avec qui il échange régulièrement sur des sujets économiques et stratégiques,.

### Candidatures à Bourville
Nicolas Bazire est élu conseiller municipal au premier tour dans la commune de Bourville (Seine-Maritime) lors des élections municipales de 2008, mais est battu par le maire sortant, Didier Boullard, dont il briguait le mandat. Il est réélu conseiller municipales en 2014 et 2020 dans cette commune que sa famille habite depuis la fin du dix-huitième siècle.
Il est l’auteur d'un livre : Journal de Matignon, paru chez Plon en 1996. Il a pris la direction de la Fondation pour l'innovation politique, « cercle de réflexion » de l'UMP chargé d'anticiper l'élection présidentielle de 2012. Il a participé à la conférence Bilderberg en 2011. 

## Carrière dans le monde des affaires
Fin 1995, il est nommé associé-gérant de la banque Rothschild & Cie, chargé des fusions-acquisitions . Nommé président de son Conseil des commanditaires en 1999, il quitte ses fonctions opérationnelles et devient alors directeur général du Groupe Arnault, fondé par Bernard Arnault, ainsi que membre du comité exécutif d’LVMH.
Le 30 avril 2007, il rejoint le conseil de surveillance de Carrefour[réf. nécessaire].
Il est également membre du conseil d’administration et directeur délégué de Montaigne Participations et Gestion, membre du conseil d'administration des compagnies DI Group, Europ@web (fonds d'investissement internet de Bernard Arnault), et Ipsos.
Il est vice-président et membre du conseil de surveillance de Tajan, président de GA Investissements, MPG Investissements, de Gasa Développement et de Financière Saint Nivard, directeur de Bourville Immobilier, membre du comité de direction des Paul Doumer Automobiles.
Il est membre du conseil d’administration d’Atos depuis février 2009. Il est aussi membre du Conseil d'Administration de Carrefour et de Suez.
Le groupe LVMH annonce, en avril 2020, qu'il renonce à ses rémunérations d'avril et de mai 2020 ainsi qu'à « qu'à toute rémunération variable au titre de l'année 2020 » du fait des conséquences de la pandémie de coronavirus sur l'activité du groupe. Vers le mois de mai, c'est lui qui organise l'entrée du Groupe Arnault dans LC&M, le holding de tête d'Arnaud Lagardère.
En juin 2024, Nicolas Bazire quitte ses fonctions au sein de la holding Financière Agache en raison de son procès en appel dans l'affaire Karachi. Il est remplacé dans ses fonctions par Frédéric Arnault. Nicolas Bazire reste membre du comité exécutif de LVMH et administrateur de sa société mère Christian Dior SE.

## Affaire Karachi
En septembre 2011, dans le cadre de l'affaire Karachi, il est placé en garde à vue par le juge Renaud Van Ruymbeke, en même temps que Thierry Gaubert, puis est mis en examen pour complicité d’abus de biens sociaux. L'année suivante, il est également poursuivi pour recel de ce délit. La justice soupçonne alors de possibles rétrocommissions en marge de contrats de ventes d’armes au Pakistan et en Arabie saoudite dans le contexte de l'élection présidentielle de 1995, lorsque Nicolas Bazire était directeur de campagne d'Édouard Balladur,,.
En septembre 2013, il est de nouveau mis en examen, cette fois pour complicité de détournements de fonds publics, avec Pierre Mongin. Ces poursuites concernent un détournement supposé des fonds spéciaux de Matignon, toujours dans le cadre de la campagne présidentielle de 1995. Cette mise en examen est annulée en mars 2014 par la chambre d'instruction de la cour d'appel de Paris, qui estime que les juges ont enquêté hors saisine sur ce volet.
Le procès de Nicolas Bazire pour complicité et recel d'abus de biens sociaux, ainsi que de cinq autres prévenus, s'ouvre en octobre 2019. Huit mois plus tard, le 15 juin 2020, le tribunal correctionnel de Paris le condamne à cinq ans de prison, dont deux avec sursis, et à 300 000 euros d'amende ; il interjette appel de cette décision. En janvier 2021, dans l'attente de son nouveau procès, il ne peut se rendre devant la Cour de justice de la République pour témoigner lors du procès d'Édouard Balladur (qui sera relaxé), s’en expliquant dans un courrier adressé à la CJR.
Le 21 janvier 2025, la cour d'appel de Paris prononce sa relaxe, conformément aux réquisitions du parquet général en sa faveur et contrairement aux cinq autres prévenus.

## Distinction
- Chevalier de la Légion d'honneur (2002)
- Officier de l'ordre national du Mérite (décret du 30 janvier 2008)

Il est officier dans l'ordre national du Mérite et chevalier de la Légion d'honneur,.

### Sources
- Ghislaine Ottenheimer, Les Deux Nicolas, la machine Balladur, 1994, 271 p. (ISBN 978-2-259-18115-0)